# Костел Пресвятої Трійці (Шерешово)
Костел Пресвятої Трійці (біл. Касьцё́л Найсьвяце́йшай Тро́йцы) — католицький храм у Шерошові, Пінської єпархії, збудований у 1848 році. Пам'ятка архітектури класицизму.

## Історія
Побудований у 1848 році на кошти прихожан і пожертви місцевих шляхтичів. Оскільки держава підтримувала будівництво лише православних храмів, шерешівський костел був єдиним католицьким храмом на Пружанщині, побудованим в той час.
Після Другої світової війни більшовики відібрали храм під склад, коштовності були розкрадені.
Наприкінці XX століття храм повернули католикам, богослужіння відновилися.

## Архітектура
При вході в костел знаходиться дерев'яна скульптура апостола. Будівля прямокутна у плані з двома одноярусними квадратними у плані вежами з боків головного фасаду. У верхніх частинах веж є аркові вирізи. Фасад будівлі прикрашений двома дерев'яними скульптурами апостолів.
Інтер'єр трьохнефовий, поділений шістьма колонами. Склепіння циліндричні. На двох колонах висять хори. Вівтар закінчується коринфською колонадою.

## Священики
- Франциск Рамейка (1913 — ?)
- Владислав Маркович (1924—1934)
- Альберт Бакіновський (1935—1948?)